# Pejtsik Péter
Pejtsik Péter (Budapest, 1968. április 1. –) Erkel Ferenc-díjas magyar zeneszerző, hangszerelő, énekes.

## Pályafutása
Csellón, basszusgitáron és hegedűn játszik, énekel, zenét szerez, szöveget ír, s keresett hangszerelő is. 1986-ban megalapította az After Crying nevű zenekart, majd a The Irish Rovers tagja (hegedű, hangszerelés, feldolgozások, vokál). Az After Crying zenekar gyakran ad szimfonikus koncerteket, negyedszázados fennállásuk alkalmából közreadták addig játszott valamennyi darabjukat.
Klasszikus zenei műveltségében benne foglaltatik a népzene, s számos kortárs zene ismerete. Saját zenei műveivel a kamarazenét, a zenekari műveket, a színházi és filmzenét helyezi előtérbe. Gyakran dolgozik nemzetközi megrendelők számára albumok vagy filmzenék létrehozásában, köztük a BBC, az Eurodisney vagy a Real World Records számára.
Független zeneszerzőként és társszerzőként is alkot, ez utóbbira példa Peter Gabriel, Richard Evans, David Rhodes, akikkel együtt írt zenét a „Sea Monsters” című National Geographic IMAX filmhez. Szimfonikus munkáit tartalmazza számos hazai album, köztük Kovács Ákos, a Crystal popzenei együttes, Kasza Tibor, Balázs Fecó és a Bon-Bon könnyűzenei együttes albumai. A Montreali Nemzetközi Filmfesztiválon 2001-ben fődíjat nyert Torzók című filmhez az After Crying tagjaival írt zenét. 2007-ben kísérőzenét és dalokat szerzett Shakespeare „Ahogy tetszik” c. darabjához a budapesti József Attila Színháznak, 2014-ben A Mester és Margarita című darabhoz szerzett zenét a Vörösmarty Színháznak.

## Magánélete
Nős, felesége Andrejszki Judit.

## Diszkográfia

### After Cryinggal
- 1989 – 1989
- Opus 1. – 1989
- Overground music – 1990
- Megalázottak és megszomorítottak – 1992
- Föld és ég – 1994
- De profundis – 1996
- Első évtized – dupla album – 1996
- After Crying 6. – 1997
- Almost pure instrumental – 1998
- Struggle for life (dupla koncertalbum) – 2000
- Struggle for life – Essential (szimpla változat) – 2000
- Bootleg symphony – Koncertszimfónia – 2001
- Show – 2003
- Live -DVD – 2007
- Creatura – 2011

### Egyéb
- Völgyessy Szomor Fanni: Dal a gyermekkorról
- Casanova Night Musical – 2006
- Téli Márta: Árnyékból fény – 2005
- Nagy Tibor: Magnus – 2002
- Mikola Péter: Haszontalanságok – 2002
- Völgyessy-Szomor Fanni: Tündér rózsa – 2002
- Boldog karácsonyt (Céges reprezentációs album / Suzuki Hungary) – 2002
- Bon-Bon: Irány a légió – 2001
- Julius Dobos: Mountain Flying – 1999
- Tempano (Venezuela): Childhood’s End – 1999

## Díjai
- A Magyar Érdemrend lovagkeresztje (2024)[5]
- Erkel Ferenc-díj (2025)[6]